# Оушен-Шорс (Вашингтон)
Оушен-Шорс (англ. Ocean Shores) — місто (англ. city) в США, в окрузі Ґрейс-Гарбор штату Вашингтон. Населення — 6715 осіб (2020).

## Географія
Оушен-Шорс розташований за координатами 46°58′13″ пн. ш. 124°9′8″ зх. д. / 46.97028° пн. ш. 124.15222° зх. д. (46.970248, -124.152325).  За даними Бюро перепису населення США в 2010 році місто мало площу 32,10 км², з яких 22,03 км² — суходіл та 10,08 км² — водойми. В 2017 році площа становила 33,75 км², з яких 22,06 км² — суходіл та 11,69 км² — водойми.

### Клімат
| Клімат : Оушен-Шорс     | Клімат : Оушен-Шорс | Клімат : Оушен-Шорс | Клімат : Оушен-Шорс | Клімат : Оушен-Шорс | Клімат : Оушен-Шорс | Клімат : Оушен-Шорс | Клімат : Оушен-Шорс | Клімат : Оушен-Шорс | Клімат : Оушен-Шорс | Клімат : Оушен-Шорс | Клімат : Оушен-Шорс | Клімат : Оушен-Шорс | Клімат : Оушен-Шорс |
| Показник                | Січ.                | Лют.                | Бер.                | Квіт.               | Трав.               | Черв.               | Лип.                | Серп.               | Вер.                | Жовт.               | Лист.               | Груд.               | Рік                 |
| Абсолютний максимум, °C | 20,0                | 24,4                | 24,4                | 29,4                | 33,9                | 34,4                | 35,6                | 34,4                | 33,3                | 29,4                | 20,6                | 17,8                | 35,6                |
| Середній максимум, °C   | 9,4                 | 10,6                | 12,2                | 13,3                | 15,6                | 17,2                | 18,9                | 19,4                | 19,4                | 15,6                | 11,7                | 8,9                 | 14,4                |
| Середній мінімум, °C    | 3,3                 | 2,8                 | 3,9                 | 5,0                 | 7,8                 | 9,4                 | 11,1                | 11,1                | 9,4                 | 6,7                 | 4,4                 | 2,2                 | 6,5                 |
| Абсолютний мінімум, °C  | −11,7               | −12,8               | −5,6                | −3,3                | −2,8                | 0,6                 | 0,0                 | 1,7                 | −1,1                | −4,4                | −11,1               | −13,9               | −13,9               |
| Норма опадів, мм        | 282                 | 208                 | 205                 | 146                 | 91                  | 65                  | 35                  | 42                  | 65                  | 192                 | 307                 | 274                 | 1912                |
| ----------------------- | ------------------- | ------------------- | ------------------- | ------------------- | ------------------- | ------------------- | ------------------- | ------------------- | ------------------- | ------------------- | ------------------- | ------------------- | ------------------- |
| Джерело:                |                     |                     |                     |                     |                     |                     |                     |                     |                     |                     |                     |                     |                     |

## Демографія
Згідно з переписом 2010 року, у місті мешкало 5569 осіб у 2707 домогосподарствах у складі 1657 родин. Густота населення становила 173 особи/км².  Було 4758 помешкань (148/км²).
Расовий склад населення:
| - 90,2 % — білих - 2,1 % — корінних американців - 1,7 % — азіатів - 0,9 % — чорних або афроамериканців - 0,2 % — вихідців з тихоокеанських островів |

До двох чи більше рас належало 4,2 %. Частка іспаномовних становила 3,2 % від усіх жителів.
За віковим діапазоном населення розподілялося таким чином: 12,6 % — особи молодші 18 років, 56,3 % — особи у віці 18—64 років, 31,1 % — особи у віці 65 років та старші. Медіана віку мешканця становила 57,3 року. На 100 осіб жіночої статі у місті припадало 93,4 чоловіків;  на 100 жінок у віці від 18 років та старших — 93,0 чоловіків також старших 18 років.
Середній дохід на одне домашнє господарство  становив 52 603 долари США (медіана — 41 497), а середній дохід на одну сім'ю — 60 035 доларів (медіана — 53 780). Медіана доходів становила 41 097 доларів для чоловіків та 24 540 доларів для жінок. За межею бідності перебувало 6,8 % осіб, у тому числі 5,3 % дітей у віці до 18 років та 5,8 % осіб у віці 65 років та старших.
Цивільне працевлаштоване населення становило 1818 осіб. Основні галузі зайнятості: мистецтво, розваги та відпочинок — 26,1 %, освіта, охорона здоров'я та соціальна допомога — 21,1 %, фінанси, страхування та нерухомість — 12,7 %, роздрібна торгівля — 9,8 %.